# Wilhelm Knöchel
Wilhelm Knöchel, né à Offenbach le 8 novembre 1899 et mort le 24 juillet 1944 était un résistant communiste au régime nazi pendant la Seconde Guerre mondiale.

## Biographie
Issu d'une famille ouvrière social-démocrate, Wilhelm Knöchel apprend le métier de tourneur. Il est mobilisé en 1917 pendant la Première Guerre mondiale et est grièvement blessé.
Il épouse une veuve de guerre au début des années 1920. De cette union naît sa fille Inge.

### Parcours politique
Adhérent du Parti social-démocrate d'Allemagne (SPD) en 1919, Wilhelm Knöchel devient membre du Parti communiste d'Allemagne (KPD) en 1920. En 1932 il suit une formation à l'École Lénine de Moscou et agit dans la clandestinité à son retour en Allemagne en 1934/35, le parti étant dissous depuis l'arrivée d'Hitler au pouvoir.
En octobre 1935, il participe au 7e congrès de l'Internationale communiste et est élu membre  du Comité central du KPD en 1939.
Wilhelm Knöchel est chargé en 1939 de créer un groupe de résistance à Amsterdam. Après le déclenchement de la Seconde Guerre mondiale il assure les communications entre les groupes de résistance de la région de la Ruhr et la direction régionale ouest-allemande en exil à Amsterdam. Il retourne clandestinement au pays en janvier 1942. Positionné à Berlin il forme un nouveau groupe de résistance en recrutant des ouvriers de diverses usines de Düsseldorf, Essen et Wuppertal. Il rédige le Friedensmanifest (manifeste pour la paix) décidé lors d'« une concertation ouest-allemande du mouvement national pour la paix » le 6 décembre 1942 et publié dans le journal antinazi Der Friedenskämpfer (Le Combattant de la Paix) de janvier 1943.
Il est arrêté par la Gestapo le 30 janvier 1943, condamné à mort par le Tribunal du peuple le 12 juin 1944 et exécuté au pénitencier de Brandebourg-Görden le 24 juillet suivant.

## Hommage
Une Stolperstein a été posée dans la Wilhelmstraße à Offenbach à la mémoire de Wilhelm Knöchel.